# Línea 154C (Interurbanos Madrid)

Esquema de dársenas del intercambiador subterráneo de Plaza de Castilla

La línea 154C de la red de autobuses interurbanos de Madrid une la terminal subterránea del Intercambiador de Plaza de Castilla con la avenida de los Quiñones de San Sebastián de los Reyes.

## Características
Esta línea une a los habitantes en las nuevas zonas fuera del casco urbano de San Sebastián de los Reyes en torno a la avenida de Quiñones, avenida de Tenerife, avenida de Aragón, avenida de Rosa Luxemburgo y el casco antiguo de San Sebastián de los Reyes directamente con el norte de Madrid y viceversa, con un recorrido que dura aproximadamente 35 min entre cabeceras.
Aproximadamente en el verano de 2008 la línea se amplía al recorrido actual en la avenida de los Quiñones. Anteriormente la línea tenía la cabecera en la avenida de Aragón de San Sebastián de los Reyes. Su denominación era 154C Madrid (Plaza de Castilla) - San Sebastián de los Reyes (Avenida de Aragón) y tras su ampliación cambió a su actual denominación 154C Madrid (Plaza de Castilla) - San Sebastián de los Reyes (Avenida de los Quiñones). Se desconoce con exactitud cuando se realizó dicha ampliación, pero se sabe que fue entre el 21 de junio del 2008 y el 13 de septiembre del 2008.
La línea cuenta con expediciones por la noche que terminan su recorrido en el Intercambiador de Plaza de Castilla en superficie, puesto que operan en horas en las que la parte subterránea ya ha cerrado para la circulación de autobuses por la noche.
Hasta mediados de 2023, en los carteles electrónicos de los autobuses la línea aparecía como C54 en vez de 154C para que se pudiese mostrar correctamente el nombre del destino en el cartel. Esta misma medida se aplicaba en líneas como la 152C, 155B y 157C.
Al compartir la dársena 5 en el Intercambiador de Plaza de Castilla junto con la línea 152C, sus horarios están coordinados para que no existan servicios de ambas líneas que salgan a la vez.
Siguiendo la numeración de líneas del CRTM, las líneas que circulan por el corredor 1 son aquellas que dan servicio a los municipios situados en torno a la A-1 y comienzan con un 1. Aquellas numeradas dentro de la decena 150 corresponden a aquellas que circulan por Alcobendas y San Sebastián de los Reyes. Particularmente, los números impares en la decena 150 circulan por Alcobendas y los números pares lo hacen por San Sebastián de los Reyes.
La línea no mantiene los mismos horarios todo el año, desde el 16 de julio al 31 de agosto se reducen el número de expediciones los días laborables entre semana (sábados laborables, domingos y festivos tienen los mismos horarios todo el año), además de los días excepcionales vísperas de festivo y festivos de Navidad en los que los horarios también cambian y se reducen.
Está operada por la empresa Interbus mediante la concesión administrativa VCM-101 - Madrid - Alcobendas - Algete - Tamajón (Viajeros Comunidad de Madrid) del Consorcio Regional de Transportes de Madrid.

### Sublíneas
Aquí se recogen todas las distintas sublíneas que ha tenido la línea 154C. La denominación de sublíneas que utiliza el CRTM es la siguiente:
- Número de línea (154C)
- Sentido de circulación (1 ida, 2 vuelta)
- Número de sublínea

Por ejemplo, la sublínea 154C202 corresponde a la línea 154C, sentido 2 (vuelta) y el número 02 de numeración de sublíneas creadas hasta la fecha.
| Ida     | Ruta                         | Itinerario                   | Vuelta  | Ruta | Itinerario                       |
| 154C101 | -                            | Madrid - Av. Quiñones        | 154C201 | -    | Av. Quiñones - Madrid            |
| 154C102 | No existe la ruta "s" de ida | No existe la ruta "s" de ida | 154C202 | s    | Av. Quiñones - Madrid superficie |

## Horarios

### 1 septiembre - 15 julio
| Lunes a viernes laborables |                       |                       |                       |                       |                       |                       |                       |                       |                       |                       |                       |                       |                       |                       |                       |                       |                       |                       |                       |                       |                       |                       |                       |                       |                       |                       |                       |                       |                       |                       |                       |                       |                       |                       |                       |
| Madrid > Av. Quiñones      | Madrid > Av. Quiñones | Madrid > Av. Quiñones | Madrid > Av. Quiñones | Madrid > Av. Quiñones | Madrid > Av. Quiñones | Madrid > Av. Quiñones | Madrid > Av. Quiñones | Madrid > Av. Quiñones | Madrid > Av. Quiñones | Madrid > Av. Quiñones | Madrid > Av. Quiñones | Madrid > Av. Quiñones | Madrid > Av. Quiñones | Madrid > Av. Quiñones | Madrid > Av. Quiñones | Madrid > Av. Quiñones | Madrid > Av. Quiñones | Av. Quiñones > Madrid | Av. Quiñones > Madrid | Av. Quiñones > Madrid | Av. Quiñones > Madrid | Av. Quiñones > Madrid | Av. Quiñones > Madrid | Av. Quiñones > Madrid | Av. Quiñones > Madrid | Av. Quiñones > Madrid | Av. Quiñones > Madrid | Av. Quiñones > Madrid | Av. Quiñones > Madrid | Av. Quiñones > Madrid | Av. Quiñones > Madrid | Av. Quiñones > Madrid | Av. Quiñones > Madrid | Av. Quiñones > Madrid | Av. Quiñones > Madrid |
| 06                         | 07                    | 08                    | 09                    | 10                    | 11                    | 12                    | 13                    | 14                    | 15                    | 16                    | 17                    | 18                    | 19                    | 20                    | 21                    | 22                    | 23                    | 06                    | 07                    | 08                    | 09                    | 10                    | 11                    | 12                    | 13                    | 14                    | 15                    | 16                    | 17                    | 18                    | 19                    | 20                    | 21                    | 22                    | 23                    |
| 55                         | 10 35 50              | 05 20 40 55           | 20 45                 | 15 45                 | 15 45                 | 15 45                 | 15 40                 | 00 20 40              | 00 20 40              | 00 20 40              | 00 20 40              | 00 20 40              | 00 20 40              | 00 20 40              | 00 30                 | 00 30                 | 00 30                 | 05 20 45              | 00 10 20 30 40        | 00 20 35              | 05 30 55              | 25 55                 | 25 55                 | 25 55                 | 15 35 55              | 15 35 55              | 15 35 55              | 15 35 55              | 15 35 55              | 15 35 55              | 15 35 55              | 15 35 55              | 35                    | 05 35                 | 05 50s                |
| Todo el año                |                       |                       |                       |                       |                       |                       |                       |                       |                       |                       |                       |                       |                       |                       |                       |                       |                       |                       |                       |                       |                       |                       |                       |                       |                       |                       |                       |                       |                       |                       |                       |                       |                       |                       |                       |
| Sábados laborables         |                       |                       |                       |                       |                       |                       |                       |                       |                       |                       |                       |                       |                       |                       |                       |                       |                       |                       |                       |                       |                       |                       |                       |                       |                       |                       |                       |                       |                       |                       |                       |                       |                       |                       |                       |
| Madrid > Av. Quiñones      | Madrid > Av. Quiñones | Madrid > Av. Quiñones | Madrid > Av. Quiñones | Madrid > Av. Quiñones | Madrid > Av. Quiñones | Madrid > Av. Quiñones | Madrid > Av. Quiñones | Madrid > Av. Quiñones | Madrid > Av. Quiñones | Madrid > Av. Quiñones | Madrid > Av. Quiñones | Madrid > Av. Quiñones | Madrid > Av. Quiñones | Madrid > Av. Quiñones | Madrid > Av. Quiñones | Madrid > Av. Quiñones | Madrid > Av. Quiñones | Av. Quiñones > Madrid | Av. Quiñones > Madrid | Av. Quiñones > Madrid | Av. Quiñones > Madrid | Av. Quiñones > Madrid | Av. Quiñones > Madrid | Av. Quiñones > Madrid | Av. Quiñones > Madrid | Av. Quiñones > Madrid | Av. Quiñones > Madrid | Av. Quiñones > Madrid | Av. Quiñones > Madrid | Av. Quiñones > Madrid | Av. Quiñones > Madrid | Av. Quiñones > Madrid | Av. Quiñones > Madrid | Av. Quiñones > Madrid | Av. Quiñones > Madrid |
| 06                         | 07                    | 08                    | 09                    | 10                    | 11                    | 12                    | 13                    | 14                    | 15                    | 16                    | 17                    | 18                    | 19                    | 20                    | 21                    | 22                    | 23                    | 06                    | 07                    | 08                    | 09                    | 10                    | 11                    | 12                    | 13                    | 14                    | 15                    | 16                    | 17                    | 18                    | 19                    | 20                    | 21                    | 22                    | 23                    |
| 45                         | 15 45                 | 15 45                 | 15 45                 | 15 45                 | 15 45                 | 15 45                 | 15 45                 | 15 45                 | 15 45                 | 15 45                 | 15 45                 | 15 45                 | 15 45                 | 15 45                 | 15 45                 | 15 45                 | 15                    | 10 50                 | 20 50 55              | 20 50                 | 20 50                 | 20 50                 | 20 50                 | 20 50                 | 20 50                 | 20 50                 | 20 50                 | 20 50                 | 20 50                 | 20 50                 | 20 50                 | 20 50                 | 20 50                 | 20 50                 | 20 50s                |
| Todo el año                |                       |                       |                       |                       |                       |                       |                       |                       |                       |                       |                       |                       |                       |                       |                       |                       |                       |                       |                       |                       |                       |                       |                       |                       |                       |                       |                       |                       |                       |                       |                       |                       |                       |                       |                       |
| Domingos y festivos        |                       |                       |                       |                       |                       |                       |                       |                       |                       |                       |                       |                       |                       |                       |                       |                       |                       |                       |                       |                       |                       |                       |                       |                       |                       |                       |                       |                       |                       |                       |                       |                       |                       |                       |                       |
| Madrid > Av. Quiñones      | Madrid > Av. Quiñones | Madrid > Av. Quiñones | Madrid > Av. Quiñones | Madrid > Av. Quiñones | Madrid > Av. Quiñones | Madrid > Av. Quiñones | Madrid > Av. Quiñones | Madrid > Av. Quiñones | Madrid > Av. Quiñones | Madrid > Av. Quiñones | Madrid > Av. Quiñones | Madrid > Av. Quiñones | Madrid > Av. Quiñones | Madrid > Av. Quiñones | Madrid > Av. Quiñones | Madrid > Av. Quiñones | Madrid > Av. Quiñones | Av. Quiñones > Madrid | Av. Quiñones > Madrid | Av. Quiñones > Madrid | Av. Quiñones > Madrid | Av. Quiñones > Madrid | Av. Quiñones > Madrid | Av. Quiñones > Madrid | Av. Quiñones > Madrid | Av. Quiñones > Madrid | Av. Quiñones > Madrid | Av. Quiñones > Madrid | Av. Quiñones > Madrid | Av. Quiñones > Madrid | Av. Quiñones > Madrid | Av. Quiñones > Madrid | Av. Quiñones > Madrid | Av. Quiñones > Madrid | Av. Quiñones > Madrid |
| 06                         | 07                    | 08                    | 09                    | 10                    | 11                    | 12                    | 13                    | 14                    | 15                    | 16                    | 17                    | 18                    | 19                    | 20                    | 21                    | 22                    | 23                    | 06                    | 07                    | 08                    | 09                    | 10                    | 11                    | 12                    | 13                    | 14                    | 15                    | 16                    | 17                    | 18                    | 19                    | 20                    | 21                    | 22                    | 23                    |
| 45                         | 15 45                 | 15 45                 | 15 45                 | 15 45                 | 15 45                 | 15 45                 | 15 45                 | 15 45                 | 25                    | 05 45                 | 25                    | 05 45                 | 25                    | 05 45                 | 25                    | 05 45                 | 25                    | 10 50                 | 20 50 55              | 20 50                 | 20 50                 | 20 50                 | 20 50                 | 20 50                 | 20 50                 | 40                    | 20                    | 00 40                 | 20                    | 00 40                 | 20                    | 00 40                 | 20                    | 00 40                 | 20                    |
| s Termina en superficie    |                       |                       |                       |                       |                       |                       |                       |                       |                       |                       |                       |                       |                       |                       |                       |                       |                       |                       |                       |                       |                       |                       |                       |                       |                       |                       |                       |                       |                       |                       |                       |                       |                       |                       |                       |

### 16 julio - 31 agosto
| Lunes a viernes laborables |                       |                       |                       |                       |                       |                       |                       |                       |                       |                       |                       |                       |                       |                       |                       |                       |                       |                       |                       |                       |                       |                       |                       |                       |                       |                       |                       |                       |                       |                       |                       |                       |                       |                       |                       |
| Madrid > Av. Quiñones      | Madrid > Av. Quiñones | Madrid > Av. Quiñones | Madrid > Av. Quiñones | Madrid > Av. Quiñones | Madrid > Av. Quiñones | Madrid > Av. Quiñones | Madrid > Av. Quiñones | Madrid > Av. Quiñones | Madrid > Av. Quiñones | Madrid > Av. Quiñones | Madrid > Av. Quiñones | Madrid > Av. Quiñones | Madrid > Av. Quiñones | Madrid > Av. Quiñones | Madrid > Av. Quiñones | Madrid > Av. Quiñones | Madrid > Av. Quiñones | Av. Quiñones > Madrid | Av. Quiñones > Madrid | Av. Quiñones > Madrid | Av. Quiñones > Madrid | Av. Quiñones > Madrid | Av. Quiñones > Madrid | Av. Quiñones > Madrid | Av. Quiñones > Madrid | Av. Quiñones > Madrid | Av. Quiñones > Madrid | Av. Quiñones > Madrid | Av. Quiñones > Madrid | Av. Quiñones > Madrid | Av. Quiñones > Madrid | Av. Quiñones > Madrid | Av. Quiñones > Madrid | Av. Quiñones > Madrid | Av. Quiñones > Madrid |
| 06                         | 07                    | 08                    | 09                    | 10                    | 11                    | 12                    | 13                    | 14                    | 15                    | 16                    | 17                    | 18                    | 19                    | 20                    | 21                    | 22                    | 23                    | 06                    | 07                    | 08                    | 09                    | 10                    | 11                    | 12                    | 13                    | 14                    | 15                    | 16                    | 17                    | 18                    | 19                    | 20                    | 21                    | 22                    | 23                    |
| 55                         | 20 40                 | 05 25 45              | 00 25 45              | 15 40                 | 05 30 55              | 15 45                 | 10 35                 | 00 25 45              | 15 40                 | 05 30 55              | 15 45                 | 10 35                 | 00 25 45              | 15 40                 | 05 30 55              | 15 45                 | 10                    | 10 15 40              | 00 20 40              | 00 20 40              | 00 20 40              | 00 25 50              | 15 40                 | 05 30 55              | 20 45                 | 10 35                 | 00 25 50              | 15 40                 | 05 30 55              | 20 45                 | 10 35                 | 00 25 50              | 15 40                 | 05 30 55              | 20 45s                |
| Todo el año                |                       |                       |                       |                       |                       |                       |                       |                       |                       |                       |                       |                       |                       |                       |                       |                       |                       |                       |                       |                       |                       |                       |                       |                       |                       |                       |                       |                       |                       |                       |                       |                       |                       |                       |                       |
| Sábados laborables         |                       |                       |                       |                       |                       |                       |                       |                       |                       |                       |                       |                       |                       |                       |                       |                       |                       |                       |                       |                       |                       |                       |                       |                       |                       |                       |                       |                       |                       |                       |                       |                       |                       |                       |                       |
| Madrid > Av. Quiñones      | Madrid > Av. Quiñones | Madrid > Av. Quiñones | Madrid > Av. Quiñones | Madrid > Av. Quiñones | Madrid > Av. Quiñones | Madrid > Av. Quiñones | Madrid > Av. Quiñones | Madrid > Av. Quiñones | Madrid > Av. Quiñones | Madrid > Av. Quiñones | Madrid > Av. Quiñones | Madrid > Av. Quiñones | Madrid > Av. Quiñones | Madrid > Av. Quiñones | Madrid > Av. Quiñones | Madrid > Av. Quiñones | Madrid > Av. Quiñones | Av. Quiñones > Madrid | Av. Quiñones > Madrid | Av. Quiñones > Madrid | Av. Quiñones > Madrid | Av. Quiñones > Madrid | Av. Quiñones > Madrid | Av. Quiñones > Madrid | Av. Quiñones > Madrid | Av. Quiñones > Madrid | Av. Quiñones > Madrid | Av. Quiñones > Madrid | Av. Quiñones > Madrid | Av. Quiñones > Madrid | Av. Quiñones > Madrid | Av. Quiñones > Madrid | Av. Quiñones > Madrid | Av. Quiñones > Madrid | Av. Quiñones > Madrid |
| 06                         | 07                    | 08                    | 09                    | 10                    | 11                    | 12                    | 13                    | 14                    | 15                    | 16                    | 17                    | 18                    | 19                    | 20                    | 21                    | 22                    | 23                    | 06                    | 07                    | 08                    | 09                    | 10                    | 11                    | 12                    | 13                    | 14                    | 15                    | 16                    | 17                    | 18                    | 19                    | 20                    | 21                    | 22                    | 23                    |
| 45                         | 15 45                 | 15 45                 | 15 45                 | 15 45                 | 15 45                 | 15 45                 | 15 45                 | 15 45                 | 15 45                 | 15 45                 | 15 45                 | 15 45                 | 15 45                 | 15 45                 | 15 45                 | 15 45                 | 15                    | 10 50                 | 20 50 55              | 20 50                 | 20 50                 | 20 50                 | 20 50                 | 20 50                 | 20 50                 | 20 50                 | 20 50                 | 20 50                 | 20 50                 | 20 50                 | 20 50                 | 20 50                 | 20 50                 | 20 50                 | 20 50s                |
| Todo el año                |                       |                       |                       |                       |                       |                       |                       |                       |                       |                       |                       |                       |                       |                       |                       |                       |                       |                       |                       |                       |                       |                       |                       |                       |                       |                       |                       |                       |                       |                       |                       |                       |                       |                       |                       |
| Domingos y festivos        |                       |                       |                       |                       |                       |                       |                       |                       |                       |                       |                       |                       |                       |                       |                       |                       |                       |                       |                       |                       |                       |                       |                       |                       |                       |                       |                       |                       |                       |                       |                       |                       |                       |                       |                       |
| Madrid > Av. Quiñones      | Madrid > Av. Quiñones | Madrid > Av. Quiñones | Madrid > Av. Quiñones | Madrid > Av. Quiñones | Madrid > Av. Quiñones | Madrid > Av. Quiñones | Madrid > Av. Quiñones | Madrid > Av. Quiñones | Madrid > Av. Quiñones | Madrid > Av. Quiñones | Madrid > Av. Quiñones | Madrid > Av. Quiñones | Madrid > Av. Quiñones | Madrid > Av. Quiñones | Madrid > Av. Quiñones | Madrid > Av. Quiñones | Madrid > Av. Quiñones | Av. Quiñones > Madrid | Av. Quiñones > Madrid | Av. Quiñones > Madrid | Av. Quiñones > Madrid | Av. Quiñones > Madrid | Av. Quiñones > Madrid | Av. Quiñones > Madrid | Av. Quiñones > Madrid | Av. Quiñones > Madrid | Av. Quiñones > Madrid | Av. Quiñones > Madrid | Av. Quiñones > Madrid | Av. Quiñones > Madrid | Av. Quiñones > Madrid | Av. Quiñones > Madrid | Av. Quiñones > Madrid | Av. Quiñones > Madrid | Av. Quiñones > Madrid |
| 06                         | 07                    | 08                    | 09                    | 10                    | 11                    | 12                    | 13                    | 14                    | 15                    | 16                    | 17                    | 18                    | 19                    | 20                    | 21                    | 22                    | 23                    | 06                    | 07                    | 08                    | 09                    | 10                    | 11                    | 12                    | 13                    | 14                    | 15                    | 16                    | 17                    | 18                    | 19                    | 20                    | 21                    | 22                    | 23                    |
| 45                         | 15 45                 | 15 45                 | 15 45                 | 15 45                 | 15 45                 | 15 45                 | 15 45                 | 15 45                 | 25                    | 05 45                 | 25                    | 05 45                 | 25                    | 05 45                 | 25                    | 05 45                 | 25                    | 10 50                 | 20 50 55              | 20 50                 | 20 50                 | 20 50                 | 20 50                 | 20 50                 | 20 50                 | 40                    | 20                    | 00 40                 | 20                    | 00 40                 | 20                    | 00 40                 | 20                    | 00 40                 | 20                    |
| s Termina en superficie    |                       |                       |                       |                       |                       |                       |                       |                       |                       |                       |                       |                       |                       |                       |                       |                       |                       |                       |                       |                       |                       |                       |                       |                       |                       |                       |                       |                       |                       |                       |                       |                       |                       |                       |                       |

## Recorrido y paradas

### Sentido San Sebastián de los Reyes (Avenida de los Quiñones)
La línea inicia su recorrido en el intercambiador subterráneo de Plaza de Castilla, en la dársena 5, en este punto se establece correspondencia con todas las líneas de los corredores 1 y 7 con cabecera en el intercambiador de Plaza de Castilla. En la superficie efectúan parada varias líneas urbanas con las que tiene correspondencia, y a través de pasillos subterráneos enlaza con las líneas 1, 9 y 10 del Metro de Madrid.
Tras abandonar los túneles del intercambiador subterráneo, la línea sale al paseo de la Castellana, donde tiene una primera parada frente al Hospital La Paz (subida de viajeros). A partir de aquí sale por la M-30 hasta el nudo de Manoteras y toma la vía de servicio de la A-1.
En la vía de servicio tiene 6 paradas que prestan servicio al área industrial y empresarial de la A-1 hasta llegar al km. 16, donde toma la salida en dirección a Alcobendas y se adentra en el casco urbano.
Dentro del casco urbano de Alcobendas, circula por la avenida Olímpica (2 paradas), la calle de Francisca Delgado (sin paradas) y el bulevar de Salvador Allende (sin paradas) hasta llegar a la rotonda de Moscatelares. En ella toma la avenida de España (sin paradas) y se desvía hacia la calle Real de San Sebastián de los Reyes (1 parada). Recorre el casco antiguo de San Sebastián de los Reyes atravesando la avenida de Colmenar Viejo (1 parada), avenida de la Sierra (1 parada), avenida de Baunatal (2 paradas), avenida de Rosa Luxemburgo (1 parada), avenida de Aragón (2 paradas), avenida de Tenerife (2 paradas) hasta llegar a la cabecera en la avenida de los Quiñones en la intersección con la calle de Rosalía de Castro.
| Código | Zona | Localidad                  | Denominación                                               | Ubicación                                        | Líneas de la parada | Metro             |
| ------ | ---- | -------------------------- | ---------------------------------------------------------- | ------------------------------------------------ | --- | ----------------- |
| 17472E |      | Madrid                     | Intercambiador de Plaza de Castilla - Dársena 5            | Avenida de Asturias Nº2                          | 152C 154C | Plaza de Castilla |
| 3253   |      | Madrid                     | Paseo de la Castellana - Hospital La Paz                   | Paseo de la Castellana Nº304 - Acceso Nudo Norte | 173 174 176 151 152C 153 154C 155 155B 156 157 157C 159 161 171 181 182 183 184 185 191193194195196197N101 N102 N103 N104 | Begoña            |
| 3566   |      | Madrid                     | Avenida de Burgos - Avenida de Manoteras                   | Avenida de Burgos km. 9,6                        | 173 176 151 154C |                   |
| 3261   |      | Madrid                     | Avenida de Burgos - Avenida de Francisco Pi y Margall      | Avenida de Burgos km. 10,3                       | 173 174 176 151 152C 153 154C 155 155B 156 157 157C 159 161 171 181 182 183 184 185 N101 N102 N103                        |                   |
| 06686  |      | Madrid                     | Avenida de Burgos - Centro Comercial Sanchinarro           | Avenida de Burgos Nº133                          | 151 152C 153 154C 155 156 157 157C 158 159 161 171 181 182 183 184 185 N101 N102 N103                                     |                   |
| 06687  |      | Madrid                     | Avenida de Burgos - Dominicos                              | Avenida de Burgos km. 11,3                       | 151 152C 153 154C 155 156 157 157C 158 159 161 171 181 182 183 184 185 N101 N102 N103                                     |                   |
| 06688  |      | Alcobendas                 | Carretera A-1 - El Encinar de los Reyes                    | Carretera de Irún km. 12,7                       | 154C 155 157 N101 |                   |
| 06689  |      | Alcobendas                 | Carretera A-1 - Calle de Cuesta Blanca                     | Carretera de Irún km. 13,7                       | 151 152C 153 154C 156 158 159 161 171 181 182 183 184 185 N101 N102 N103                                                  |                   |
| 06690  |      | Alcobendas                 | Carretera de Irún - Concesionario                          | Carretera de Irún km. 14,7                       | 151 152C 153 154 154C 156 157 158 161 N103                                                                                |                   |
| 06691  |      | Alcobendas                 | Avenida Olímpica - Centro Comercial La Vega                | Avenida Olímpica Nº9                             | 151 152C 153 154 154C 156 158 161 171 N103                                                                                |                   |
| 06692  |      | Alcobendas                 | Avenida Olímpica - Pabellón deportivo                      | Avenida Olímpica Nº3A                            | 151 152C 153 154 154C 156 158 161 171 181 182 183 191193194195196197N103 N104VAC-242                                      |                   |
| 06782  |      | San Sebastián de los Reyes | Calle Real - Calle de Carlos Ruiz                          | Calle de Carlos Ruiz Nº2                         | 154C |                   |
| 06791  |      | San Sebastián de los Reyes | Avenida de Colmenar Viejo - Calle del Río Duero            | Avenida de Colmenar Viejo                        | 154C N102 4 5 |                   |
| 06794  |      | San Sebastián de los Reyes | Avenida de la Sierra - Calle Navas de Tolosa               | Avenida de la Sierra Nº23                        | 154C 158 N102 4 5 |                   |
| 06796  |      | San Sebastián de los Reyes | Avenida de Baunatal - Plaza de Andrés Caballero            | Avenida de Baunatal Nº2                          | 154 154C 158 N102 4 5 |                   |
| 06804  |      | San Sebastián de los Reyes | Plaza de la Universidad Popular - Estación de Baunatal     | Plaza de la Universidad Popular Nº2              | 153 154 154C 158 827A N102 4 5                                                                                            | Baunatal          |
| 10447  |      | San Sebastián de los Reyes | Avenida de Rosa Luxemburgo - Calle de Calderón de la Barca | Avenida de Rosa Luxemburgo Nº13                  | 154C 158 N102 4 |                   |
| 10449  |      | San Sebastián de los Reyes | Avenida de Aragón - Centro de salud                        | Avenida de Aragón Nº15                           | 154C N102 4 |                   |
| 06806  |      | San Sebastián de los Reyes | Avenida de Aragón - Parque Velódromo                       | Avenida de Aragón Nº2                            | 154C N102 4 |                   |
| 15850  |      | San Sebastián de los Reyes | Avenida de Tenerife - Calle de La Gomera                   | Avenida de Tenerife Nº6                          | 154C N102 |                   |
| 17409  |      | San Sebastián de los Reyes | Avenida de Tenerife - Calle de Beatriz Galindo             | Avenida de Tenerife Nº20A                        | 154C N102 |                   |
| 17408  |      | San Sebastián de los Reyes | Avenida de los Quiñones - Cerro del Baile                  | Avenida de los Quiñones Nº4                      | 154C 161 7 |                   |

1. ↑  A efectos de nomenclatura, para las líneas de la EMT esta parada se llama Paseo de la Castellana - Nudo Norte
2. 1 2 3 4 5 6 7 8 9 10 11 12 13 14 15  Sólo permite la subida de viajeros

### Sentido Madrid (Plaza de Castilla)
El recorrido en sentido Madrid es igual al de ida pero en sentido contrario excepto en determinados puntos:
- Realiza adicionalmente la parada 06805 - Avenida de Aragón - Instituto que no tiene pareja para las expediciones de ida.
- En Alcobendas circula por la calle de la Marquesa Viuda de Aldama y calle de la Libertad antes de salir a la vía de servicio de la A-1.
- La parada 06690 - Carretera de Irún - Concesionario no tiene pareja para las expediciones de vuelta.

| Código                                                                                             | Zona | Localidad                  | Denominación                                                             | Ubicación                                  | Líneas de la parada                                                                                       | Metro             |
| -------------------------------------------------------------------------------------------------- | ---- | -------------------------- | ------------------------------------------------------------------------ | ------------------------------------------ | --- | ----------------- |
| 17408                                                                                              |      | San Sebastián de los Reyes | Avenida de los Quiñones - Cerro del Baile                                | Avenida de los Quiñones Nº4                | 154C 161 7                                                                                                |                   |
| 16573                                                                                              |      | San Sebastián de los Reyes | Avenida de Tenerife - Calle de María Pacheco                             | Avenida de Tenerife Nº20A                  | 154C 7 |                   |
| 10487                                                                                              |      | San Sebastián de los Reyes | Avenida de Tenerife - Paseo de Juana de Castilla                         | Avenida de Tenerife Nº6                    | 154C 7 |                   |
| 10488                                                                                              |      | San Sebastián de los Reyes | Avenida de Aragón - Plaza de los Abogados de Atocha                      | Avenida de Aragón Nº2                      | 154C 7 |                   |
| 06805                                                                                              |      | San Sebastián de los Reyes | Avenida de Aragón - Instituto                                            | Avenida de Aragón Nº3B                     | 154C 4 7                                                                                                  |                   |
| 10448                                                                                              |      | San Sebastián de los Reyes | Avenida de Aragón - Centro de salud                                      | Avenida de Aragón Nº15                     | 154C 4 7                                                                                                  |                   |
| 10446                                                                                              |      | San Sebastián de los Reyes | Avenida de Rosa Luxemburgo - Avenida de Miguel Hernández                 | Avenida de Rosa Luxemburgo Nº13            | 154C 158 4 7                                                                                              |                   |
| 11598                                                                                              |      | San Sebastián de los Reyes | Avenida de Rosa Luxemburgo - Estación de Baunatal                        | Avenida de Rosa Luxemburgo Nº1             | 154C 158 4 7                                                                                              | Baunatal          |
| 06797                                                                                              |      | San Sebastián de los Reyes | Avenida de Baunatal - Plaza de Andrés Caballero                          | Avenida de Baunatal Nº1A                   | 154 154C 158 827A 4 5                                                                                     |                   |
| 06795                                                                                              |      | San Sebastián de los Reyes | Avenida de la Sierra - Calle Cervantes                                   | Avenida de la Sierra Nº10                  | 154 154C 158 827A 4                                                                                       |                   |
| 06792                                                                                              |      | San Sebastián de los Reyes | Avenida de Colmenar Viejo - Calle Nuestra Señora del Carmen              | Avenida de Colmenar Viejo Nº27             | 154 154C 827 827A 2 4 7                                                                                   |                   |
| 06790                                                                                              |      | San Sebastián de los Reyes | Calle Real - Calle del Sacramento                                        | Calle Real Nº3                             | 154 154C 827 827A 2                                                                                       |                   |
| 06780                                                                                              |      | Alcobendas                 | Calle de la Marquesa Viuda de Aldama - Travesía del Cañón                | Calle de la Marquesa Viuda de Aldama S/N.º | 152C 154 154C 156 161 171 N101                                                                            |                   |
| 06755                                                                                              |      | Alcobendas                 | Calle de la Marquesa Viuda de Aldama - Calle de Nuestra Señora del Pilar | Calle de la Marquesa Viuda de Aldama Nº14  | 151 152C 153 154 154C 156 158 161 171 827 828 N101 2 5 10                                                 |                   |
| 06768                                                                                              |      | Alcobendas                 | Calle de la Libertad - Calle de Julián Baena Castro                      | Calle de la Libertad Nº26                  | 06768 A 154 158 171 06768 B 152C 154C 161 N101 5 06768 C 151 153 156                                      |                   |
| 06863                                                                                              |      | Alcobendas                 | Carretera A-1 - Calle de Cuesta Blanca                                   | Carretera de Irún km. 14,2                 | 151 152C 153 154C 156 158 159 161 171 181 182 183 184 185 N101 N102 N103                                  |                   |
| 06864                                                                                              |      | Alcobendas                 | Carretera A-1 - El Encinar de los Reyes                                  | Carretera de Irún km. 13                   | 151 152C 153 154C 155 156 158 159 161 171 181 182 183 184 185 N101 N102 N103                              |                   |
| 06865                                                                                              |      | Madrid                     | Avenida de Burgos - Dominicos                                            | Avenida de Santo Domingo de la Calzada Nº1 | 151 152C 153 154C 155 156 157 157C 158 159 161 171 181 182 183 184 185 N101 N102 N103                     |                   |
| 50000                                                                                              |      | Madrid                     | Avenida de Burgos - Centro Financiero                                    | Avenida de Burgos Nº135                    | 151 152C 153 154C 155 156 157 157C 158 159 161 171 181 182 183 184 185 N101 N102 N103                     |                   |
| 3602                                                                                               |      | Madrid                     | Avenida de Burgos Nº93                                                   | Avenida de Burgos km. 10,1                 | 173 174 176 SE833 151 152C 153 154C 155 155B 156 157 157C 159 161 171 181 182 183 184 185 N101 N102 N103  |                   |
| 3265                                                                                               |      | Madrid                     | Avenida de Burgos Nº87 - Paso Elevado                                    | Avenida de Burgos Nº87                     | 173 174 176 SE833 151 152C 153 154C 155 155B 156 157 157C 159 161 171 181 182 183 184 185 N101 N102 N103  |                   |
| 10550                                                                                              |      | Madrid                     | Paseo de la Castellana - Hospital La Paz                                 | Paseo de la Castellana Nº296               | 151 152C 153 154C 155 155B 156 157 157C 159 161 181 182 183 184 185 191193194195196197N101 N102 N103 N104 | Begoña            |
| Terminal de las expediciónes que terminan en la superficie del Intercambiador de Plaza de Castilla |      |                            |                                                                          |                                            | |                   |
| 18074                                                                                              |      | Madrid                     | Intercambiador de Plaza de Castilla                                      | Paseo de la Castellana Nº195               | Descenso antes de la dársena 42                                                                           | Plaza de Castilla |
| Terminal del itinerario normal                                                                     |      |                            |                                                                          |                                            | |                   |
| 17472                                                                                              |      | Madrid                     | Intercambiador de Plaza de Castilla                                      | Avenida de Asturias Nº2                    | Descenso en las dársenas 8, 9 y 10.                                                                       | Plaza de Castilla |

1. ↑  A efectos de nomenclatura, para las líneas de la EMT esta parada se llama Avenida de Burgos - Avenida de Manoteras
2. 1 2 3 4 5 6 7  Sólo permite el descenso de viajeros